# Blumea celebica
Blumea celebica là một loài thực vật có hoa trong họ Cúc. Loài này được Boerl. mô tả khoa học đầu tiên năm 1891.